# Черкаська міська станція юних техніків
Черка́ська міська́ ста́нція ю́них те́хніків (повна назва закладу - комунальний позашкільний навчальний заклад м.Черкаси "Міська станція юних техніків") — заклад позашкільної освіти в місті Черкаси, який організовує та здійснює навчально-виховну, інформаційно-методичну, організаційно-масову, навчально-тренувальну роботу з учнівською та студентською молоддю закладів загальної середньої, професійної (професійно-технічної) та вищої освіти за напрямками технічної творчості.
Мета закладу: задоволення потреб дітей та юнацтва у додатковій освіті.
Завдання закладу: 
- виховання громадянина України;
- вільний розвиток особистості та формування її соціально-громадського досвіду;
- виховання в учнів поваги до Конституції України, прав і свобод людини, почуття власної гідності, відповідальності перед законом за свої дії;
- задоволення потреб вихованців у професійному самовизначенні і творчій самореалізації;
- вдосконалення фізичного розвитку вихованців з технічних видів спорту.

У закладі функціонують гуртки, які об'єднані за напрямками:
Спортивно-технічний напрямок:
1. Автомоделювання (кордові моделі);
2. Автомоделювання (трасові моделі);
3. Авіамоделювання;
4. Судномоделювання.

Інформаційно-технічний напрямок:
1. Основи інформатики та обчислювальної техніки.
2. Основи програмування: мобільні застосунки (додатки)  ОС Android.

Художньо-технічний напрямок:
1. Технічний дизайн;
2. Виготовлення сувенірів;
3. Цифрова фотографія;
4. Паперопластика;
5. Оригамі;
6. Гончарство;
7. Моделювання іграшок-сувенірів.
8. Геометричне моделювання.

Предметно-технічний напрямок:
1. Конструктори приладів радіоелектроніки;
2. Основи робототехніки на платформі Arduino.

Початкове технічне моделювання:
1. ПТМ (початкове технічне моделювання).

Ознайомитись із закладом можна детальніше, перейшовши за посиланням https://sites.google.com/view/sutche/